# Danielle Keaton
Danielle Keaton (Pasadena, California, 30 de julio de 1986) es una actriz estadounidense. Ella es la hermana del cantante y actor Josh Keaton.

## Filmografía
| Año       | Título                                    | Personaje          | Notas                                            |
| --------- | ----------------------------------------- | ------------------ | ------------------------------------------------ |
| 1992-1995 | Kidsongs                                  | Ella misma         | 5 episodios                                      |
| 1994      | You're in the Super Bowl, Charlie Brown   | Sally Brown        | Voz Especial de TV                               |
| 1994      | Tolerancia bajo fuego                     | Lisa Torres        | Serie de TV Episodio: La gracia y la belleza     |
| 1994      | Love Affair                               | Niña               |                                                  |
| 1995      | El Pueblo de los Malditos                 | Lily               |                                                  |
| 1995      | Diagnosis: Murder                         | Blair Worrell      | Serie de TV Episodio: "Witness to Murder"        |
| 1995      | Prepararse para la escuela, Charlie Brown | Sally Brown        | Voz                                              |
| 1996      | Zork: Nemesis                             | Alejandría (joven) | Narradora                                        |
| 1996      | Pinocchio's Revenge                       | Amiga de Beth      |                                                  |
| 1996      | 7th Heaven                                | Gabrielle          | Serie de TV Episodio: "¿Qué dirá la gente?"      |
| 1997      | The Pretender                             | Niña               | Serie de TV Episodio: "La mejor parte del valor" |
| 1997      | De viajeros                               | Shane              | Serie de TV                                      |
| 1997      | 'Til There Was You                        | Chelsea            |                                                  |
| 1997      | Era mi mejor cumpleaños, Charlie Brown    | Sally Brown        | Voz Cortometraje                                 |
| 1998      | Beverly Hills, 90210                      | Sasha              | Serie de TV Episodio: "Rebote"                   |
| 1998      | Rusty: el cuento de un perro              | Tess               |                                                  |
| 1999      | Baby Geniuses                             | Joey / Malcom      | Narradora                                        |
| 2000      | Tercero de Beethoven                      | Centavo            |                                                  |
| 2002      | American Dreams                           | Heidi              | Serie de TV Episodio: "El fin de la inocencia"   |
| 2004      | Puppet Master vs. Demonic Toys            | Alexandra Toulon   |                                                  |
| 2005      | Sin rastro                                | Gabrielle          | Serie de TV Episodio: "Lone Star"                |
| 2005      | Belleza Americana Negra                   | Cheryl Birtwick    | Película para Televisión                         |
| 2005      | Horror High                               | Deborah            |                                                  |
| 2007      | Protección del Rey                        | Katie              |                                                  |
| 2010      | El oscurecimiento del cielo               | Beth               |                                                  |